# هاتشيجو-جيما
هاتشيجو-جيما (باليابانية: 八丈 島) هي جزيرة بركانية يابانية في بحر الفلبين. تقع على بعد حوالي 287 كم (178 ميلًا) جنوب أحياء طوكيو الخاصة، التي تتبعها. وهي جزء من أرخبيل إيزو وداخل حديقة إيزو فوجي هاكوني الوطنية. ويوجد بها بلدية واحدة هي بلدية هاتشيجو. في 1 مارس 2018، وصل عدد سكانها إلى 7.522 نسمة يعيشون على مساحة 63 كم2. ويتحدث بعض السكان لغة هاتشيجو، إلا أنها تعتبر لغة مهددة بالاندثار وعدد المتحدثين بها غير معروف. كانت الجزيرة مأهولة بالسكان منذ فترة جومون، واستخدمت كمنفي خلال فترة إيدو. في العصر الحديث، اُستُغلت الجزيرة في زراعة قصب السكر واستضافة قاعدة غواصات سرية خلال الحرب العالمية الثانية؛ وهي حاليًا وجهة سياحية داخل اليابان.
تتلقى هاتشيجو-جيما حوالي 3.000 ملم من الأمطار سنويًا. وتتميز بمناخ شبه استوائي رطب ومتوسط درجة حرارة عالية تصل إلى 21 درجة مئوية (70 درجة فهرنهايت)، تتميز الجزيرة ومناطقها المحيطة بمجموعة متنوعة من الحياة البحرية والطيور والثدييات والنباتات وأنواع الحياة الأخرى. يوجد بالجزيرة أعلى قمة جبلية ضمن جزر إيزو، وهي عبارة عن بركان نشط من الدرجة ج. يمكن الوصول إلى الجزيرة إما جوًا أو بالعبّارات. هناك العديد من النُزل المبنية على الطراز الياباني ومنتجعات الينابيع الساخنة وفنادق لاستيعاب السياح والزوار. وتعتبر الجزيرة وجهة شهيرة لراكبي الأمواج والغواصين والمتنزهين. وبها العديد من التنوعات المحلية للأطعمة اليابانية، بما في ذلك أطباق شيمازوشي وكوسايا، بالإضافة إلى العديد من الأطباق التي تحوي نبات أشيتابا المحلي.

## الجغرافيا

### موقعها
تقع هاتشيجو-جيما على بعد حوالي 200 كم (120 ميل) جنوب شبه جزيرة إزو - أو حوالي 287 كم (178 ميلًا) جنوب طوكيو - في بحر الفلبين. تقع جزيرة هاتشيجو-كوجيما الأصغر على بعد 7.5 كم (4.7 ميل) شمال غرب هاتشيجو-جيما، ويمكن رؤيتها من أعلى قمة جبل نيشياما. يقع المحيط الهادئ شرق الجزيرة، بينما تقع جزيرة ميكورا جيما على بعد حوالي 79 كم (49 ميلًا) إلى الشمال وجزيرة أوغاشيما على بعد حوالي 64 كم (40 ميلًا) إلى الجنوب. وتقع الجزيرة بأكملها داخل حدود حديقة إيزو فوجي هاكوني الوطنية.

### البلديات
تُعد بلدة هاتشيجو البلدية الوحيدة على الجزيرة، والتي تضم كلاً من جزيرتي هاتشيجو-جيما وهاشيجو-كوجيما المجاورة، على الرغم من أن الأخيرة غير مأهولة بالسكان. والبلدة مُقسمة إلى خمس أحياء: ميتسوني (三 根)، ناكانوجو (中 之 郷)، كاشيتاتي (樫 立)، سويوشي (末 吉) وأكاغو (大 賀 郷).

### تعداد السكان
في 1 مارس 2018، بلغ عدد سكان هاتشيجو-جيما 7.522 نسمة.

### المناخ
تتميز هاتشيجو-جيما بمناخ شبه استوائي رطب (حسب تصنيف مناخ كوبن) مع صيف دافئ جدًا وشتاء معتدل. والأمطار تهطل بغزارة على مدار العام، لكنها تهطل بدرجة أقل إلى حد ما في الشتاء.
| البيانات المناخية لـهاتشيجو-جيما                   | البيانات المناخية لـهاتشيجو-جيما | البيانات المناخية لـهاتشيجو-جيما | البيانات المناخية لـهاتشيجو-جيما | البيانات المناخية لـهاتشيجو-جيما | البيانات المناخية لـهاتشيجو-جيما | البيانات المناخية لـهاتشيجو-جيما | البيانات المناخية لـهاتشيجو-جيما | البيانات المناخية لـهاتشيجو-جيما | البيانات المناخية لـهاتشيجو-جيما | البيانات المناخية لـهاتشيجو-جيما | البيانات المناخية لـهاتشيجو-جيما | البيانات المناخية لـهاتشيجو-جيما | البيانات المناخية لـهاتشيجو-جيما |
| الشهر                                              | يناير                            | فبراير                           | مارس                             | أبريل                            | مايو                             | يونيو                            | يوليو                            | أغسطس                            | سبتمبر                           | أكتوبر                           | نوفمبر                           | ديسمبر                           | المعدل السنوي                    |
| -------------------------------------------------- | -------------------------------- | -------------------------------- | -------------------------------- | -------------------------------- | -------------------------------- | -------------------------------- | -------------------------------- | -------------------------------- | -------------------------------- | -------------------------------- | -------------------------------- | -------------------------------- | -------------------------------- |
| الدرجة القصوى °م (°ف)                              | 20.7 (69.3)                      | 21.9 (71.4)                      | 22.4 (72.3)                      | 26.3 (79.3)                      | 27.4 (81.3)                      | 30.4 (86.7)                      | 31.9 (89.4)                      | 33.5 (92.3)                      | 33.2 (91.8)                      | 29.8 (85.6)                      | 26.3 (79.3)                      | 22.8 (73.0)                      | 33.5 (92.3)                      |
| متوسط درجة الحرارة الكبرى °م (°ف)                  | 12.7 (54.9)                      | 13.3 (55.9)                      | 15.5 (59.9)                      | 18.7 (65.7)                      | 21.2 (70.2)                      | 23.4 (74.1)                      | 27.2 (81.0)                      | 29.3 (84.7)                      | 27.5 (81.5)                      | 23.6 (74.5)                      | 19.7 (67.5)                      | 15.7 (60.3)                      | 20.7 (69.2)                      |
| المتوسط اليومي °م (°ف)                             | 10.1 (50.2)                      | 10.2 (50.4)                      | 12.2 (54.0)                      | 15.6 (60.1)                      | 18.3 (64.9)                      | 20.9 (69.6)                      | 24.9 (76.8)                      | 26.3 (79.3)                      | 24.5 (76.1)                      | 20.7 (69.3)                      | 16.7 (62.1)                      | 12.7 (54.9)                      | 17.8 (64.0)                      |
| متوسط درجة الحرارة الصغرى °م (°ف)                  | 7.5 (45.5)                       | 7.5 (45.5)                       | 9.0 (48.2)                       | 12.9 (55.2)                      | 16.0 (60.8)                      | 19.0 (66.2)                      | 22.9 (73.2)                      | 23.9 (75.0)                      | 22.2 (72.0)                      | 18.3 (64.9)                      | 13.9 (57.0)                      | 9.7 (49.5)                       | 15.2 (59.4)                      |
| أدنى درجة حرارة °م (°ف)                            | −1.8 (28.8)                      | −2.0 (28.4)                      | 1.5 (34.7)                       | 4.5 (40.1)                       | 8.7 (47.7)                       | 14.1 (57.4)                      | 16.6 (61.9)                      | 19.8 (67.6)                      | 15.1 (59.2)                      | 12.0 (53.6)                      | 7.0 (44.6)                       | 1.4 (34.5)                       | −2.0 (28.4)                      |
| الهطول مم (إنش)                                    | 190.0 (7.48)                     | 202.9 (7.99)                     | 308.6 (12.15)                    | 226.8 (8.93)                     | 251.2 (9.89)                     | 380.5 (14.98)                    | 224.6 (8.84)                     | 179.3 (7.06)                     | 338.9 (13.34)                    | 465.9 (18.34)                    | 250.7 (9.87)                     | 182.9 (7.20)                     | 3٬202٫3 (126.07)                 |
| متوسط أيام هطول الأمطار (≥ 0.5 mm)                 | 15.8                             | 15.0                             | 18.3                             | 13.8                             | 14.5                             | 15.6                             | 12.5                             | 12.4                             | 15.6                             | 17.4                             | 14.3                             | 14.8                             | 180                              |
| متوسط الرطوبة النسبية (%)                          | 71                               | 68                               | 69                               | 80                               | 86                               | 96                               | 92                               | 86                               | 86                               | 82                               | 73                               | 70                               | 80                               |
| ساعات سطوع الشمس الشهرية                           | 85.7                             | 83.8                             | 122.3                            | 133.5                            | 135.6                            | 91.8                             | 118.5                            | 170.0                            | 134.2                            | 106.8                            | 108.1                            | 108.2                            | 1٬398٫5                          |
| المصدر: وكالة الأرصاد الجوية اليابانية (1981–2010) |                                  |                                  |                                  |                                  |                                  |                                  |                                  |                                  |                                  |                                  |                                  |                                  |                                  |

## للمزيد من القراءة
- Tsune Sugimura; Shigeo Kasai. Hachijo: Isle of Exile. New York: Weatherhill, 1973. (ردمك 978-0-8348-0081-6)
- Teikoku's Complete Atlas of Japan. Tokyo: Teikoku-Shoin, 1990. (ردمك 4-8071-0004-1)

## وصلات خارجية
- هاتشيجو-جيما – وكالة الأرصاد الجوية اليابانية باللغة اليابانية
- "Hachijojima: National catalogue of the active volcanoes in Japan" (PDF). وكالة الأرصاد الجوية اليابانية.
- مجموعة براكين هاتشيجو-جيما – هيئة المسح الجيولوجي اليابانية